# Taurisano
Taurisano este o comună din provincia Lecce, regiunea Puglia, Italia, cu o populație de 11.345 locuitori (1 ianuarie 2023) și o suprafață de 23,68 km².

## Demografie
Taurisano - evoluția demografică

|  | Graficele sunt indisponibile din cauza unor probleme tehnice. Mai multe informații se găsesc la Phabricator și la wiki-ul MediaWiki. |

Date: Recensăminte sau birourile de statistică - grafică realizată de Wikipedia